# Museo Regional de Volta
El Museo Regional del Volta es un museo situado en Ho (Ghana). Está dedicado a la historia y las tradiciones de la región del Volta. El museo está administrado por la Junta de Museos y Monumentos de Ghana.

## Historia
Antes de ser utilizado como museo, el edificio sirvió como Oficina de la Casa Regional de los Jefes de la región. El edificio se vendió al gobierno en 1967 y el museo se inauguró en 1973. En abril de 2014, el museo colaboró con el Colegio Universitario Evangélico Presbiteriano para realizar la primera conferencia conmemorativa en la que se rindió homenaje a varios colaboradores dedicados al estudio del Idioma ewé, estos colaboradores fueron los doctores ghaneses Godfried Kportufe Agamah y Emmanuel Ablo, además del profesor Komla Amoaku, y en la conferencia también se rindió homenaje al reverendo alemán Jakob Spieth. En 2018, el embajador de Alemania en Ghana, Christoph Retzlaff, visitó el museo y habló de los planes de rehabilitación de sitios en la región del Volta. En 2021 se completaron las renovaciones del museo, financiadas en parte por el gobierno alemán, que aportó 25.000 euros, y la Junta de Museos y Monumentos de Ghana, que contribuyó con 200.000 cedis ghaneses. Las renovaciones del museo duraron 3 años. El 4 de septiembre de 2021, Tourism Aid Ghana organizó en el museo un evento sobre el desarrollo del turismo en la región.

## Colecciones
En el museo se exponen, entre otras cosas, la silla de Estado del último gobernador colonial alemán, artesanía en madera, cerámica, tejidos Kente, máscaras y objetos religiosos Asante. El museo contiene exposiciones sobre la etnografía de la región del Volta, así como colecciones de artesanía y arte contemporáneo. El museo también cuenta con exposiciones de la época en que la región formaba parte de la Togolandia alemana, así como artefactos de la época en que los británicos colonizaron la región y la cultura local. El museo cuenta con varias colecciones de artefactos culturales, como espadas, reliquias de piedra, instrumentos musicales como tambores, mapas del Estado Ewe, taburetes y recipientes de cocina de barro. Además, el museo contiene pinturas y esculturas de artistas de la región del Volta.